# St. Anna (Windberg)

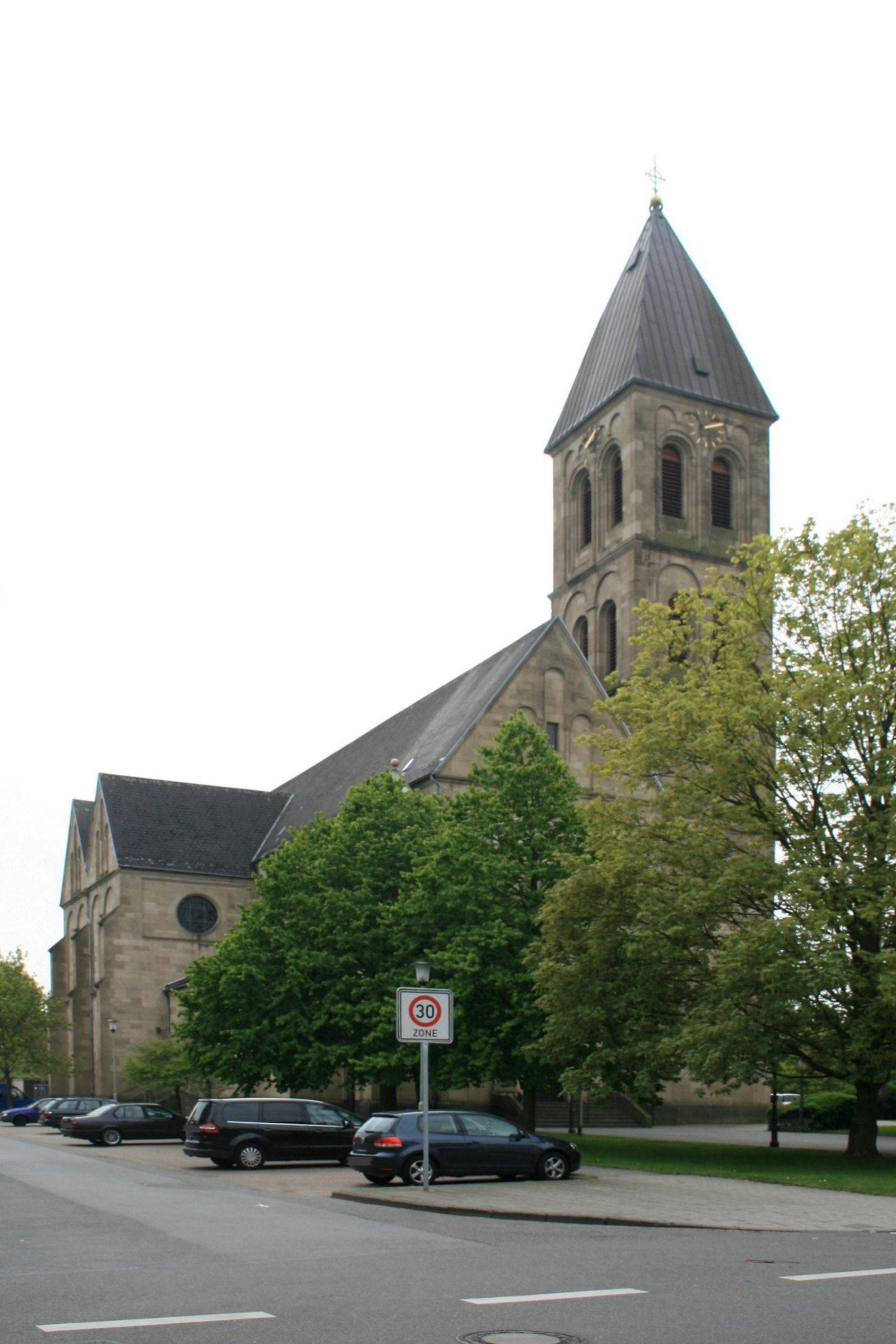
Kath. Pfarrkirche St. Anna (2010)

Die St.-Anna-Kirche in der Annakirchstraße 88 steht im Stadtteil Windberg in der Stadt Mönchengladbach in Nordrhein-Westfalen. Sie wurde von 1909 bis 1911 nach Plänen von Josef Schmitz erbaut. Das Gebäude ist unter Nr. A 024 am 17. Mai 1989 in die Denkmalliste der Stadt Mönchengladbach eingetragen worden.

## Geschichte
In der Honschaft Windberg gab es lange kein eigenes Gotteshaus. Die Ortschaft gehörte stets zur Pfarre St. Mariä Himmelfahrt Mönchengladbach. 1866 gründete sich ein Bauverein zur Errichtung einer Kapelle, die 1868 fertiggestellt war und unter dem Patronat der Schmerzhaften Mutter stand. Zunächst wurde darin nur der Rosenkranz gebetet, jedoch bemühte sich Oberpfarrer Lelotte um die Erlaubnis, in der Kapelle auch die Eucharistie feiern zu dürfen.
In den 1890er Jahren stieg die Bevölkerung derart an, dass Windberg 1895 zunächst zum Rektorat erhoben wurde und mit dem Priester Franz Zilles einen ersten eigenen Seelsorger erhielt. 1896 wurde ein Bauverein für eine neue Kirche gegründet, dessen Mitglieder fortan Spenden für den Kirchenneubau sammelten. 1906/1907 wurde schließlich der Nürnberger Architekt Josef Schmitz mit der Planung der neuen Kirche im Stil der Neuromanik beauftragt. 1907 legte er die Pläne dem Generalvikariat des Erzbistums Köln, zu dem Windberg bis 1930 gehörte, zur Genehmigung vor. Nach Erteilung der Genehmigung wurden die Vorbereitungen für den Kirchenneubau getroffen. Am 8. September 1909 fand die Grundsteinlegung statt und nach zweijähriger Bauzeit war die heute Kirche fertiggestellt und wurde am Heiligabend des Jahres 1911 benediziert und in Gebrauch genommen. Die alte Kapelle von 1868 wurde 1920 abgerissen.
Am 11. Oktober 1914 wurde Windberg von St. Mariä Himmelfahrt abgetrennt und zur eigenständigen Pfarre erhoben und St. Anna damit Pfarrkirche.
1945 wurde die Pfarrkirche durch die Kampfhandlungen des Zweiten Weltkrieges beschädigt, bis 1948 konnte die Schäden aber beseitigt werden. 1974 bis 1975 fand eine umfassende Sanierung unter der Leitung des Zülpicher Architekten Karl Josef Ernst statt.

## Architektur
Die St.-Annen-Kirche in Windberg ist in neuromanischem Stil errichten, mit Fassaden aus Sandstein. Die nordsüdwärts orientierte dreischiffige Kirche ist im nördlichen Teil eine Basilika. Aber daran schließt sich ein doppeltes Querschiff von gleicher Höhe wie das Mittelschiff an, so dass der nächste Abschnitt eine Hallenkirche von zwei mal drei Jochen ist. Der einschiffige Chor schließt in einer halbrunden Apsis. Auf seiner Südwestseite ist die überwölbte und zweigeschossige Sakristei angebaut. Im östlichen Winkel zwischen Querhaus und Chor befindet sich eine Kapelle. Der hohe „West“-Turm steht in der Nordfassade westlich neben dem Mittelschiff.
Die durch breite, strebepfeilartig (zweimal abgetreppt) vortretende Vertikallisenen gegliederten Wandflächen, mit hohen Rundbogenfenstern, sind dem Stil entsprechend lediglich durch variierende Rundbogenfriese und schmale Gesimse in Höhe der inneren Empore geschmückt. Der Haupteingang liegt im Norden, an der Giebelseite des von zwei Strebepfeilern eingefassten Mittelschiffs, und wird von zwei Seitenkapellen flankiert. Links ist die Taufkapelle und rechts die Gedächtniskapelle, belichtet von einem Fünfpassfenster, die als Basis des viergeschossigen Glockenturm dient. Dessen beie obere Geschosse haben an jeder Seite zwei rundbogige Schallöffnung. Der kupfergedeckte Turmhelm ist ein pyramidenförmiges Zeltdach.
Das beidseitig von einem schmalen Rundbogenfensterchen begleitete Hauptportal weist reichen plastischen Schmuck auf. In den zweifach abgetreppten Gewänden steht jeweils eine ausladende Viertelsäule, die – über den vegetabilisch ausgezierten Kapitellen als Rundleiste fortgeführt – den Bogen überspannen. Das Bogenfeld füllt Christus in Halbfigur als Majestas Domini im Segensgestus, zu beiden Seiten die Inschrift „Salvator mundi“, unterhalb der Darstellung ein Spruchband mit „Venite adoremus“. Vier Relieffelder mit den Symbolen der vier Evangelisten (Mensch, Löwe, Stier, Adler), ein fünftes einfassend (Schiff mit geschwellten Segeln), ziehen sich über die ganze Breite des risalitartig herausgestellten, von einem Dreiecksgiebel überkränzten Portals. Im Giebelfeld ist ein Medaillon mit einem Christussymbol (Lamm mit Siegesfahne). Im Obergeschoss des durch ein Gesims abgesetzten Frontgiebels befindet sich mittig eine Nischenfigur mit der Darstellung Annas mit dem Marienkind, beidseitig flankiert von einem rautenförmigen Fenster und jeweils einer, durch einen Bogenfries verbundenen Säule.
Das durch ein einfassendes Gesims betonte Giebelfeld zeigt mittig eine gestufte (Blend) Dreifenstergruppe. Aus Symmetriegründen ist links ein den Westturm zitierendes Mauerpolygon mit entsprechendem Pyramidenhelm. An der Ostseite des vierjochigen Langhauses, jochweise (Obergaden) belichtet durch zwei gekuppelte und durch Rundbogenfriese verbundene Rundbogenfenster, befindet sich ein Seitenportal, ebenfalls in steinmetzmäßiger Manier reich verziert. Links und rechts in die Höhe versetzt ist ein in ein Rechteck eingelassenes Rundbogenfenster, daneben ein von Lisenen und Rundbogenfries gerahmtes Ochsenauge. Die weit über die Seitenwände hinausragenden Querschiffe, gestützt von drei Strebepfeilern, variieren das Fenstermotiv der Längswand; in den Giebelfenstern befindet sich jeweils eine gestufte Dreifenstergruppe (analog der Nordfassade Blendfenster), die mittig eine kleine rechteckige Öffnung zeigt.
Die Apsis öffnen vier jeweils von Lisenen eingefasste Fenster. Der Innenraum der Kirche wird bestimmt von seiner Weiträumigkeit. Jedes der vier Joche im Mittelschiff wird, wie die der Seitenschiffe, von einem Kreuzgratgewölbe überwölbt, deren Gewölbegrate ohne Kapitelle aus den Säulen bzw. Pfeilern herauswachsen. Den rundbogigen Arkaden im Erdgeschoss entsprechen die Rundbogenfenster im Obergaden, die durch ein einfaches, den ganzen Raum durchlaufendes Gesims, getrennt sind. In den beiden Chorkapellen ist je eine Triforiengalerie, auf den den Seitenschiffen zugewandten Seiten hin sind Blendtriforien, die bei der linken Kapelle mit jeweils einem darüberliegenden Rundfenster eine dekorative Einheit bilden. Am linken Eckpfeiler der Vierung steht eine lebensgroße Statue des hl. Josef, gegenüber die der Namenspatronin mit Maria, beide Figuren geschaffen in 1922 und 1925 vom Bildhauer Albert Pehle aus Düsseldorf.

## Ausstattung
Der am 14. Februar 1976 geweihte und aus Basalt geschaffene Altar ist ein Werk von Klaus Iserlohe. Das Sakramentshaus mit Tabernakel  und den Ambo schuf Heinz Gernot 1984/85.
Die Buntglasfenster wurden von verschiedenen Künstlern geschaffen. Drei Fenster haben sich noch von der ursprünglichen Verglasung erhalten, ein Fenster im Seitenschiff und zwei neben dem Hauptportal. Sie wurden 1922 und 1928 von Severin Wasen entworfen. Die Fenster im Chor wurden 1988 von Ernst Jansen-Winkeln geschaffen, die Fenster des Langhauses und des Querschiffes 1976 und 1990 von Paul Weigmann.

## Orgel

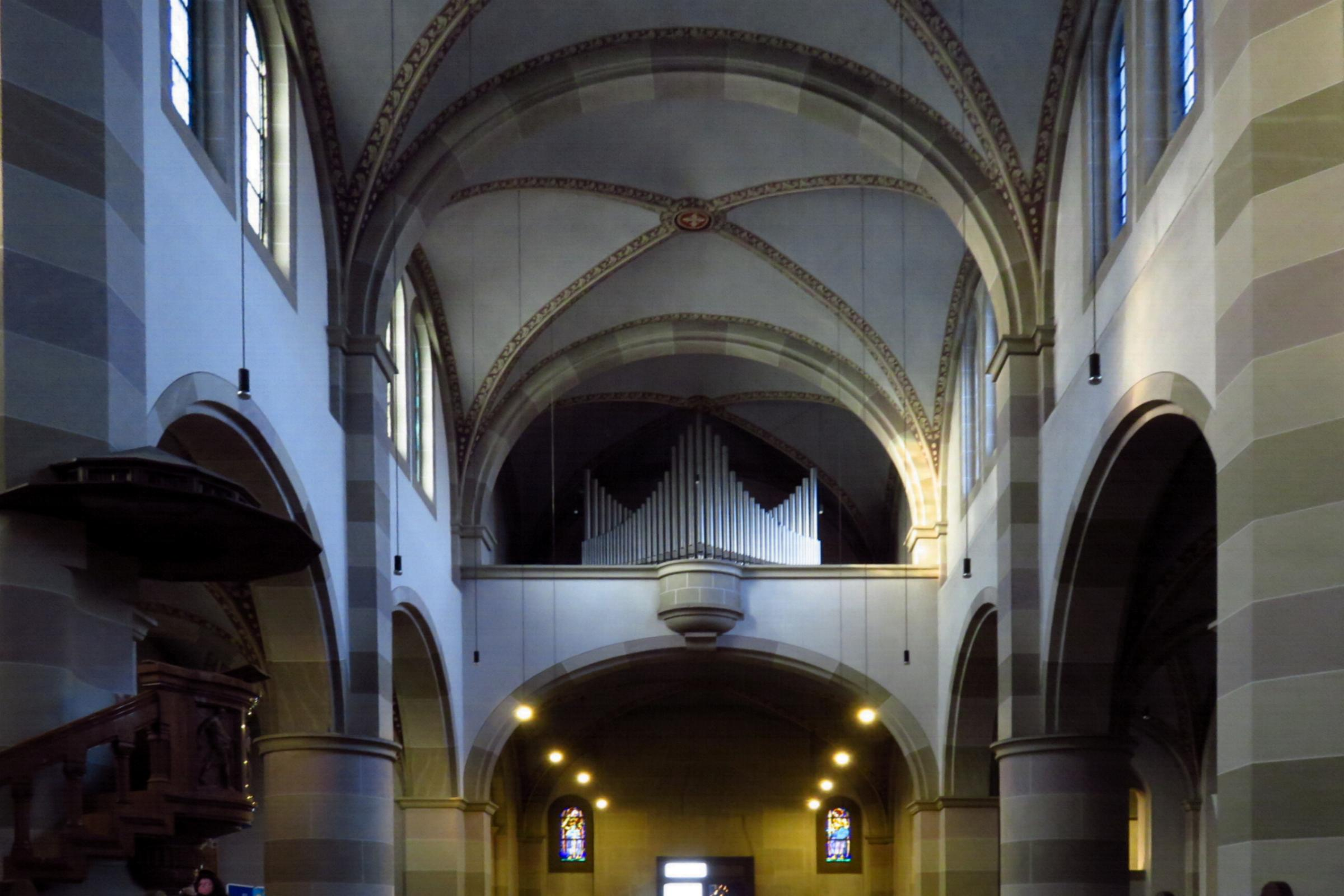
Blick zur Klais-Orgel

Die Orgel wurde 1929 von der Bonner Firma Johannes Klais Orgelbau (Opus 718) erbaut, verügt über 35 Register auf zwei Manuale und Pedal verteilt und ist unverändert erhalten. 1991 erfolgte eine Restaurierung durch Klais. Das Instrument hat eine elektropneumatische Traktur und nachfolgende Disposition:
| I Hauptwerk C – f3 |       |
| Bordun             | 16′   |
| Principal          | 8′    |
| Violoncello        | 8′    |
| Offenflöte         | 8′    |
| Nachthorn          | 8′    |
| Dulciana           | 8′    |
| Oktave             | 4′    |
| Rohrflöte          | 4′    |
| Gemsquinte         | 2 ⁄3′ |
| Superoktav         | 2′    |
| Cornet 3–4f        | 2 ⁄3′ |
| Mixtur 4f          | 2′    |
| Trompete           | 8′    |

| II Oberwerk C–f3 |       |
| Quintadena       | 16′   |
| Geigenprincipal  | 8′    |
| Rohrflöte        | 8′    |
| Salicional       | 8′    |
| Vox coelestis    | 8′    |
| Praestant        | 4′    |
| Querflöte        | 4′    |
| Nachthorn        | 4′    |
| Sesquialter 2f   | 2 ⁄3′ |
| Cymbal 3–4f      | 1′    |
| Krummhorn        | 8′    |
| Oboe             | 8′    |
| Kopfregal        | 4′    |

| Pedal C–f1      |      |
| Principal       | 16′  |
| Subbass         | 16′  |
| Zartbass        | 16′  |
| Oktavbass       | 8′   |
| Gedecktbass     | 8′   |
| Salicet         | 8′   |
| Choralbass      | 4′   |
| Progressio 3-5f | 1/2′ |
| Posaune         | 16′  |

- Koppeln: Sub II/I, II/I, Super II/I, Sub II/II, Super II/II, I/P, II/P
- Spielhilfen: Handregistratur, Freie Kombination 1, Freie Kombination 2, Tutti, Forte, Mezzoforte, Piano, Registerwalze

## Pfarrer
Folgende Priester wirkten bislang als Pfarrer an St. Anna:
- 1895–1921: Franz Zilles
- 1921–1942: Josef Flöhr
- 1942–1948: Karl Sprick
- 1948–1967: Josef Jansen
- 1967–1975: Karl-Heinz Wammers
- 1975–1989: Anton Maaßen
- 1990–2019: Bernd Otten
- Seit 2019: Rüdiger Hagens